# Llista d'asteroides/214901-215000
| Nom      | Designació provisional | Data de descobriment   | Lloc de descobriment | Descobridor/s     |
| -------- | ---------------------- | ---------------------- | -------------------- | ----------------- |
| 214901 - | 2006 HF39              | 7 d'octubre de 2007    | Catalina             | CSS               |
| 214902 - | 2007 TM135             | 8 d'octubre de 2007    | Kitt Peak            | Spacewatch        |
| 214903 - | 2002 GR183             | 8 d'octubre de 2007    | Kitt Peak            | Spacewatch        |
| 214904 - | 2007 TB143             | 15 d'octubre de 2007   | Chante-Perdrix       | Chante-Perdrix    |
| 214905 - | 2007 TV144             | 6 d'octubre de 2007    | Socorro              | LINEAR            |
| 214906 - | 1996 VX12              | 7 d'octubre de 2007    | Socorro              | LINEAR            |
| 214907 - | 2007 TU160             | 9 d'octubre de 2007    | Socorro              | LINEAR            |
| 214908 - | 2005 EB271             | 11 d'octubre de 2007   | Socorro              | LINEAR            |
| 214909 - | 2007 TD180             | 7 d'octubre de 2007    | Mount Lemmon         | Mt. Lemmon Survey |
| 214910 - | 1999 TV281             | 8 d'octubre de 2007    | Anderson Mesa        | LONEOS            |
| 214911 - | 2007 TM184             | 11 d'octubre de 2007   | Gaisberg             | R. Gierlinger     |
| 214912 - | 2002 XH111             | 8 d'octubre de 2007    | Kitt Peak            | Spacewatch        |
| 214913 - | 2005 CQ71              | 14 d'octubre de 2007   | Socorro              | LINEAR            |
| 214914 - | 2007 TQ241             | 7 d'octubre de 2007    | Mount Lemmon         | Mt. Lemmon Survey |
| 214915 - | 2007 TH257             | 10 d'octubre de 2007   | Kitt Peak            | Spacewatch        |
| 214916 - | 2003 SA423             | 10 d'octubre de 2007   | Kitt Peak            | Spacewatch        |
| 214917 - | 2007 TY266             | 9 d'octubre de 2007    | Kitt Peak            | Spacewatch        |
| 214918 - | 2000 WS144             | 13 d'octubre de 2007   | Catalina             | CSS               |
| 214919 - | 2007 TG363             | 14 d'octubre de 2007   | Mount Lemmon         | Mt. Lemmon Survey |
| 214920 - | 2003 YV95              | 16 d'octubre de 2007   | Kitt Peak            | Spacewatch        |
| 214921 - | 2003 UU380             | 16 d'octubre de 2007   | Kitt Peak            | Spacewatch        |
| 214922 - | 2007 UJ43              | 18 d'octubre de 2007   | Kitt Peak            | Spacewatch        |
| 214923 - | 2007 UK50              | 24 d'octubre de 2007   | Mount Lemmon         | Mt. Lemmon Survey |
| 214924 - | 2007 UZ51              | 24 d'octubre de 2007   | Mount Lemmon         | Mt. Lemmon Survey |
| 214925 - | 2005 CQ68              | 30 d'octubre de 2007   | Kitt Peak            | Spacewatch        |
| 214926 - | 2005 AN4               | 30 d'octubre de 2007   | Kitt Peak            | Spacewatch        |
| 214927 - | 2001 BR12              | 30 d'octubre de 2007   | Mount Lemmon         | Mt. Lemmon Survey |
| 214928 - | 2007 VM8               | 5 de novembre de 2007  | Vallemare Borbona    | V. S. Casulli     |
| 214929 - | 1996 XH12              | 1 de novembre de 2007  | Kitt Peak            | Spacewatch        |
| 214930 - | 2002 GG97              | 1 de novembre de 2007  | Kitt Peak            | Spacewatch        |
| 214931 - | 2007 VT61              | 1 de novembre de 2007  | Kitt Peak            | Spacewatch        |
| 214932 - | 2007 VX163             | 5 de novembre de 2007  | Kitt Peak            | Spacewatch        |
| 214933 - | 2005 EK218             | 5 de novembre de 2007  | Kitt Peak            | Spacewatch        |
| 214934 - | 2000 RV59              | 5 de novembre de 2007  | Kitt Peak            | Spacewatch        |
| 214935 - | 2005 GZ92              | 5 de novembre de 2007  | Mount Lemmon         | Mt. Lemmon Survey |
| 214936 - | 2004 FO154             | 4 de novembre de 2007  | Mount Lemmon         | Mt. Lemmon Survey |
| 214937 - | 2003 YJ103             | 9 de novembre de 2007  | Kitt Peak            | Spacewatch        |
| 214938 - | 1994 RZ6               | 9 de novembre de 2007  | Kitt Peak            | Spacewatch        |
| 214939 - | 2007 VT244             | 15 de novembre de 2007 | Marly                | P. Kocher         |
| 214940 - | 1997 NK5               | 9 de novembre de 2007  | Catalina             | CSS               |
| 214941 - | 2003 OU3               | 14 de novembre de 2007 | Anderson Mesa        | LONEOS            |
| 214942 - | 2007 VE256             | 13 de novembre de 2007 | Mount Lemmon         | Mt. Lemmon Survey |
| 214943 - | 2007 VC263             | 13 de novembre de 2007 | Kitt Peak            | Spacewatch        |
| 214944 - | 2003 XO39              | 8 de novembre de 2007  | Catalina             | CSS               |
| 214945 - | 2007 VP275             | 13 de novembre de 2007 | Kitt Peak            | Spacewatch        |
| 214946 - | 2005 EU253             | 14 de novembre de 2007 | Kitt Peak            | Spacewatch        |
| 214947 - | 2007 VA309             | 9 de novembre de 2007  | Catalina             | CSS               |
| 214948 - | 2002 TR116             | 12 de novembre de 2007 | Mount Lemmon         | Mt. Lemmon Survey |
| 214949 - | 2007 VO312             | 2 de novembre de 2007  | Mount Lemmon         | Mt. Lemmon Survey |
| 214950 - | 2000 JN67              | 18 de novembre de 2007 | Mount Lemmon         | Mt. Lemmon Survey |
| 214951 - | 2007 WX34              | 19 de novembre de 2007 | Mount Lemmon         | Mt. Lemmon Survey |
| 214952 - | 2007 WO42              | 18 de novembre de 2007 | Mount Lemmon         | Mt. Lemmon Survey |
| 214953 - | 2007 WN55              | 29 de novembre de 2007 | San Marcello         | San Marcello      |
| 214954 - | 2007 WO58              | 17 de novembre de 2007 | Kitt Peak            | Spacewatch        |
| 214955 - | 2007 XK14              | 5 de desembre de 2007  | Mount Lemmon         | Mt. Lemmon Survey |
| 214956 - | 2002 VL143             | 15 de desembre de 2007 | La Sagra             | La Sagra          |
| 214957 - | 2003 SM266             | 15 de desembre de 2007 | Catalina             | CSS               |
| 214958 - | 2003 YP161             | 12 de desembre de 2007 | Socorro              | LINEAR            |
| 214959 - | 2000 GP139             | 13 de desembre de 2007 | Socorro              | LINEAR            |
| 214960 - | 2007 XX42              | 15 de desembre de 2007 | Kitt Peak            | Spacewatch        |
| 214961 - | 2007 XD53              | 6 de desembre de 2007  | Mount Lemmon         | Mt. Lemmon Survey |
| 214962 - | 2007 AV11              | 17 de desembre de 2007 | Kitt Peak            | Spacewatch        |
| 214963 - | 2007 YD39              | 30 de desembre de 2007 | Mount Lemmon         | Mt. Lemmon Survey |
| 214964 - | 2006 SS40              | 30 de desembre de 2007 | Mount Lemmon         | Mt. Lemmon Survey |
| 214965 - | 2007 YN58              | 30 de desembre de 2007 | Kitt Peak            | Spacewatch        |
| 214966 - | 2007 YE61              | 31 de desembre de 2007 | Catalina             | CSS               |
| 214967 - | 2001 SH74              | 18 de desembre de 2007 | Mount Lemmon         | Mt. Lemmon Survey |
| 214968 - | 2007 YD68              | 30 de desembre de 2007 | Catalina             | CSS               |
| 214969 - | 2004 BA145             | 30 de desembre de 2007 | Mount Lemmon         | Mt. Lemmon Survey |
| 214970 - | 2008 AT                | 1 de gener de 2008     | Schiaparelli         | Schiaparelli      |
| 214971 - | 2008 AW4               | 7 de gener de 2008     | Lulin                | LUSS              |
| 214972 - | 2004 KO16              | 10 de gener de 2008    | Mount Lemmon         | Mt. Lemmon Survey |
| 214973 - | 2008 AZ15              | 10 de gener de 2008    | Mount Lemmon         | Mt. Lemmon Survey |
| 214974 - | 2004 EH85              | 11 de gener de 2008    | Kitt Peak            | Spacewatch        |
| 214975 - | 2008 AL59              | 11 de gener de 2008    | Kitt Peak            | Spacewatch        |
| 214976 - | 2008 AF66              | 11 de gener de 2008    | Kitt Peak            | Spacewatch        |
| 214977 - | 2008 AD68              | 11 de gener de 2008    | Kitt Peak            | Spacewatch        |
| 214978 - | 2008 AG68              | 11 de gener de 2008    | Kitt Peak            | Spacewatch        |
| 214979 - | 2005 KV13              | 12 de gener de 2008    | Mount Lemmon         | Mt. Lemmon Survey |
| 214980 - | 2008 AL72              | 14 de gener de 2008    | Kitt Peak            | Spacewatch        |
| 214981 - | 2008 AP72              | 14 de gener de 2008    | Kitt Peak            | Spacewatch        |
| 214982 - | 2008 AC77              | 12 de gener de 2008    | Kitt Peak            | Spacewatch        |
| 214983 - | 2008 AG80              | 12 de gener de 2008    | Kitt Peak            | Spacewatch        |
| 214984 - | 2008 AB81              | 12 de gener de 2008    | Kitt Peak            | Spacewatch        |
| 214985 - | 2008 AP110             | 15 de gener de 2008    | Kitt Peak            | Spacewatch        |
| 214986 - | 2004 FE115             | 11 de gener de 2008    | Mount Lemmon         | Mt. Lemmon Survey |
| 214987 - | 2008 AO117             | 11 de gener de 2008    | Kitt Peak            | Spacewatch        |
| 214988 - | 2008 BH14              | 20 de gener de 2008    | Mount Lemmon         | Mt. Lemmon Survey |
| 214989 - | 2008 BP18              | 30 de gener de 2008    | La Sagra             | La Sagra          |
| 214990 - | 2008 BB42              | 31 de gener de 2008    | Catalina             | CSS               |
| 214991 - | 2005 MS6               | 7 de febrer de 2008    | Altschwendt          | W. Ries           |
| 214992 - | 2008 CJ23              | 1 de febrer de 2008    | Kitt Peak            | Spacewatch        |
| 214993 - | 2008 CM28              | 2 de febrer de 2008    | Kitt Peak            | Spacewatch        |
| 214994 - | 2008 CR38              | 2 de febrer de 2008    | Mount Lemmon         | Mt. Lemmon Survey |
| 214995 - | 2008 CS45              | 2 de febrer de 2008    | Catalina             | CSS               |
| 214996 - | 2008 CU45              | 2 de febrer de 2008    | Catalina             | CSS               |
| 214997 - | 2005 OV17              | 3 de febrer de 2008    | Catalina             | CSS               |
| 214998 - | 2006 UO70              | 6 de febrer de 2008    | Catalina             | CSS               |
| 214999 - | 2008 CY129             | 8 de febrer de 2008    | Kitt Peak            | Spacewatch        |
| 215000 - | 2008 CQ137             | 8 de febrer de 2008    | Kitt Peak            | Spacewatch        |